# Thietmar II
Thietmar II (zm. w 1029 lub 1030 r.) – margrabia Łużyc od 1015 r.

## Życiorys
Thietmar był jedynym synem margrabiego Marchii Łużyckiej Gerona II i Adelajdy. Po śmierci ojca w 1015 r. został margrabią Łużyc. Był to pierwszy przypadek dziedziczenia marchii we wschodnich Niemczech z ojca na syna. Musiał walczyć z Zygfrydem, synem Hodona I, który porzucił klasztor w Nienburgu i próbował sięgnąć po Marchię Łużycką.
W 1017 r. Thietmar utracił część Łużyc na rzecz księcia Polski Bolesława Chrobrego, co potwierdzone zostało w 1018 r. pokojem w Budziszynie. Z pewnością brał udział w dalszych walkach z Polakami. Wieść o jego śmierci miała stanowić impuls dla ataku Mieszka II na ziemie łużyckie, miał współpracować z nim wówczas wspomniany Zygfryd.
Żoną Thietmara była Reinhilda z Beichlingen. Mieli dwoje dzieci: syna Hodona, który zastąpił ojca na tronie łużyckim, oraz córkę Odę, która była żoną hrabiego Weimaru Wilhelma III, a następnie Dedo I, margrabiego Łużyc z rodu Wettinów.